# S'il suffisait d'aimer
S'il suffisait d'aimer är ett studioalbum av den kanadensiska sångaren Céline Dion. Det gavs ut den 7 september 1998 och innehåller 12 låtar.

## Låtlista
| Nr  | Titel                               | Längd |
| --- | ----------------------------------- | ----- |
| 1.  | Je crois toi                        | 5:05  |
| 2.  | Zora sourit                         | 3:51  |
| 3.  | On ne change pas                    | 4:09  |
| 4.  | Je chanterai                        | 4:10  |
| 5.  | Terre                               | 4:17  |
| 6.  | En attendant ses pas                | 4:07  |
| 7.  | Papillon                            | 4:01  |
| 8.  | L'abandon                           | 4:27  |
| 9.  | Dans un autre monde                 | 4:38  |
| 10. | Sur le même bateau                  | 4:25  |
| 11. | Tous les blues sont écrits pour toi | 4:48  |
| 12. | S'il suffisait d'aimer              | 3:35  |

## Listplaceringar
| Lista               | Topplacering |
| ------------------- | ------------ |
| Belgien (Flandern)  | 2            |
| Belgien (Vallonien) | 1            |
| Finland             | 12           |
| Frankrike           | 1            |
| Nederländerna       | 4            |
| Schweiz             | 1            |
| Sverige             | 23           |
| Österrike           | 3            |